# Оборники-Слёнске (гмина)
Оборни́ки-Слёнске (пол. Oborniki Śląskie) — городско-сельская гмина (волость) в Польше, входит как административная единица в Тшебницкий повет, Нижнесилезское воеводство. Население — 17 758 человек (на 2004 год).

## Демография
| Перепись                       | Всего   | Всего | Женщины | Женщины | Мужчины | Мужчины |
| ------------------------------ | ------- | ----- | ------- | ------- | ------- | ------- |
| Единицы                        | человек | %     | человек | %       | человек | %       |
| Население                      | 17 758  | 100   | 9075    | 51,1    | 8683    | 48,9    |
| Плотность населения (чел./км²) | 115,5   | 115,5 | 59      | 59      | 56,5    | 56,5    |

## Соседние гмины

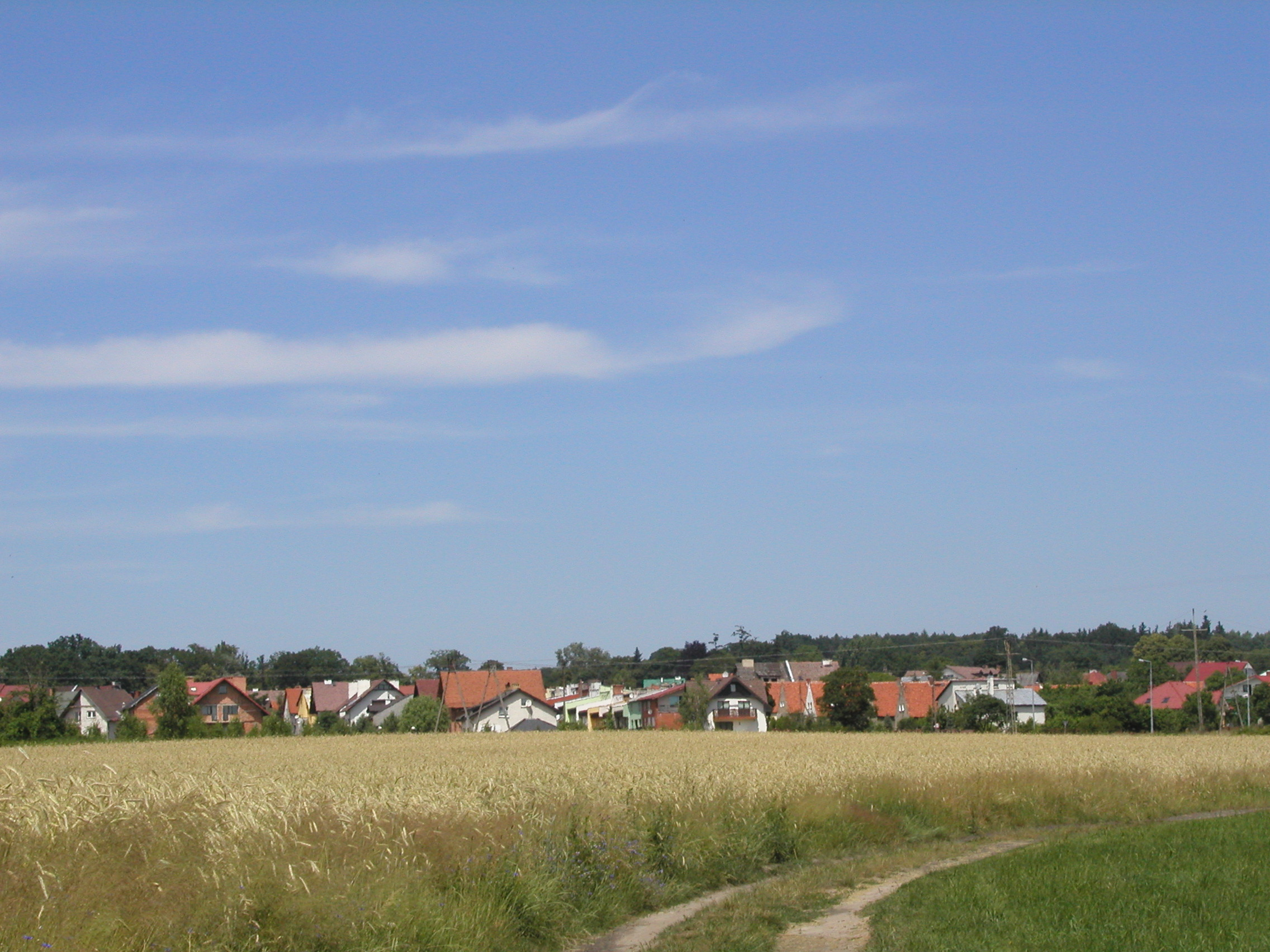
Гмина Оборники-Слёнске

1. Гмина Бжег-Дольны
2. Гмина Менкиня
3. Гмина Прусице
4. Гмина Тшебница
5. Гмина Вишня-Мала
6. Гмина Волув
7. Вроцлав